# 史帝夫·貝利
史帝夫·貝利（英語：Steve Berry，1955年—），是一位美國作家、學者和律師，目前住在佛羅里達州的聖奧古斯丁。他畢業於美世大學的沃爾特·喬治法學院，擔任律師超過30年。1990年代開始，他已經嘗試出版小說，但多年來都被拒絕，直到2003年，他終於出版了他的處女作《琥珀廳》其後一年又出版《羅曼諾夫預言書》，兩本書都獲得不錯的成續，2005年，他開展《聖殿騎士》系列，該書未正式推出，已經得到當時得令的作家丹·布朗背書，出版社初印已經目標二十萬本，結果令他成為國際暢銷作家，其作品已經譯成41種語言，覆蓋43個國家，並有將近700萬冊的銷量。貝利同時是國際驚悚作家的創始成員之一，並擔任了三年的共同主席。